# Dương Thượng Côn
Dương Thượng Côn (5 tháng 7 năm 1907 – 14 tháng 9 năm 1998) quê Tứ Xuyên, gia nhập Đảng Cộng sản Trung Quốc năm 1926, giữ nhiều chức vụ quan trọng như: Chủ tịch nước Cộng hòa Nhân dân Trung Hoa nhiệm kỳ từ năm1988 đến năm 1993, Phó Chủ tịch của Ủy ban Quân sự Trung ương Cộng hòa Nhân dân Trung Hoa, Phó chủ tịch quân ủy trung ương kiêm Tổng thư ký, Ủy viên Bộ chính trị (1982 - 1987), Bí thư thứ 2 tỉnh Quảng Đông, Bí thư thứ nhất Thành ủy Quảng Châu, Chính ủy quân khu Quảng Đông (12/1978 - 1980), Chủ nhiệm văn phòng Trung ương Đảng, Phó bí thư trưởng Trung ương Đảng, Tổng thư ký ủy ban quân sự trung ương (1949 - 1966), Ủy viên dự khuyết Trung ương Đảng (1934), Ủy viên chính trị Hồng Quân, Phó chủ nhiệm Tổng bộ chính trị Hồng quân, Chủ nhiệm Tổng bộ chính trị Hồng quân, Trưởng ban tuyên truyền Trung ương Đảng (1931)
Ông là một trong bát đại nguyên lão và được xem là vị có quyền lực chỉ sau Đặng Tiểu Bình, là người theo đường lối cứng rắn trong cuộc trấn áp Thiên An Môn năm 1989 và cùng tuần du phương nam với Đặng năm 1992. Ông nghỉ hưu năm 1993.

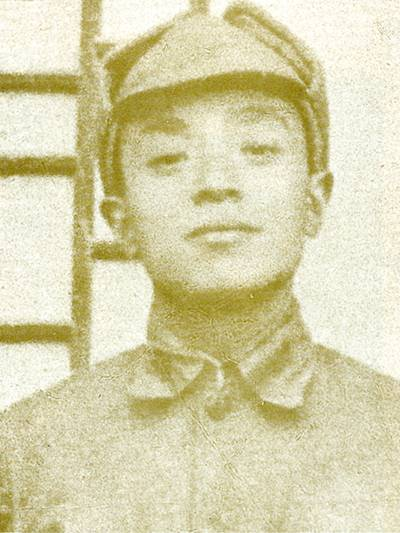
Dương Thượng Côn năm 1940

## Gia đình
- Là con trai thứ 5 trong gia đình có 13 anh chị em. Ông kết hôn với Lý Bá Chiêu vào năm 1929, một trong số ít phụ nữ tham gia trong Vạn lý Trường chinh
- Vợ Lý Bá Chiêu, cựu chủ tịch học viện Kịch trung ương
- Trưởng Nam.Dương Thiệu Kinh, có hai con gái
- Thứ nam Dương Thiệu Minh, chủ tịch Hội Nhiếp ảnh đương đại Trung Quốc
- Con gái Dương Lý, thiếu tướng, thuộc Bộ tổng tham mưu quân giải phóng nhân dân TQ
- Em trai (thứ 12 trong gia đình): Dương Bạch Băng (Dương Thượng Chính) (9/9/1920 - 15/1/2013) Thượng tướng quân đội, Chủ nhiệm Tổng Bộ Chính trị (1987 - 1992), chủ trì công tác Quân Ủy, Trưởng ban quân sự trung ương, chính ủy Quân khu Bắc Kinh (1985 - 1987), Ủy viên Bộ Chính trị (bổ sung năm 1985)